# Vikartovská priekopa
Vikartovská priekopa je příkopová propadlina, geomorfologický podcelek Hornádské kotliny. Protéká jí řeka Hornád a pojmenována je podle obce Vikartovce, která se nachází v její západní části.

## Vymezení
Hornádská kotlina, zastoupena úzkou kotlinou Vikartovské priekopy, tvoří výraznou sníženinu, která od sebe odděluje pohoří Kozie chrbty na severu a Nízké Tatry se Spišsko-gemerským krasem na jihu. Na severu ji tak obklopuje Važecký chrbát a Dúbrava, východním směrem se území svažuje do Hornádskeho podolia. Hornatou jižní hranici vymezuje Slovenský ráj a Nízké Tatry s podcelkem Kráľovohoľské Tatry.

## Ochrana přírody
Celá jihovýchodní část patří do ochranného pásma Národního parku Slovenský ráj, západním okrajem vede hranice ochranného pásma Národního parku Nízké Tatry.

## Doprava
Územím kotliny vede severo-jižním směrem silnice I/66 z Popradu přes Vernár do Brezna. Obce v kotlině pak spojují už jen silnice III. třídy. Východním okrajem vede železniční trať Košice–Žilina.